# 科考德
科考德，是匈牙利豪伊杜-比豪尔州所辖的一个村。总面积16.10平方公里，总人口575，人口密度35.7人/平方公里（2011年1月1日）。